# 卢家楣
卢家楣（1948年10月14日—），男，浙江慈溪人，中国心理学家。中国心理学会终身成就奖获得者。现任中国心理学会副理事长、上海市心理学会理事长、上海师范大学心理研究所所长兼博士生导师。

## 研究领域
主要研究教育心理学、发展心理学等领域。

## 荣誉
2003年，卢家楣带领上海师范大学心理研究所（原教育学院）获发展与教育心理学博士点，2005年获心理学一级硕士点、2009年获心理学博士后流动站。
2016年10月，在西安陕西师范大学举行的第十九届全国心理学学术大会上，卢家楣当选中国心理学会会士。
2017年，卢家楣被上海师范大学推荐申请国家“万人计划”教学名师候选人。
2017年11月4日-5日，在重庆举行的第二十届全国心理学学术大会上，卢家楣荣获中国心理学会终身成就奖。